# Mawicke
Mawicke ist der östlichste Ortsteil der Stadt Werl in Nordrhein-Westfalen. Er befindet sich nördlich der alten Bundesstraße 1 (heute L 969) zwischen Werl und Soest. Hier leben ca. 480 Einwohner. Orts- und gesellschaftlicher Mittelpunkt sind die Schützenhalle und die Schützenbruderschaft.
Am 1. Juli 1969 wurde Mawicke nach Werl eingemeindet.